# Greatest Hits (album Guns N’ Roses)
Greatest Hits – kompilacja największych przebojów hardrockowego zespołu Guns N’ Roses wydana 23 marca 2004 roku przez UM3 / Geffen Records w ramach Universal Music.
Znajdują się tutaj utwory z płyt: Appetite for Destruction, Use Your Illusion I & II, The Spaghetti Incident? oraz G N’ R Lies. Dodatkową atrakcją jest umieszczenie na płycie covera The Rolling Stones „Sympathy for the Devil” pochodzącego z filmu Wywiad z wampirem.

## Lista utworów
1. „Welcome to the Jungle” – 04:33
2. „Sweet Child o' Mine” – 05:55
3. „Patience” – 05:56
4. „Paradise City” – 05:48
5. „Knockin’ on Heaven’s Door” – 05:36
6. „Civil War” – 07:44
7. „You Could Be Mine” – 05:48
8. „Don’t Cry” – 04:46
9. „November Rain” – 08:58
10. „Live and Let Die” – 03:03
11. „Yesterdays” – 03:16
12. „Ain’t It Fun” – 05:01
13. „Since I Don’t Have You” – 04:19
14. „Sympathy for the Devil” – 07:35

## Notowania i certyfikat
| Kraj                                                | Pozycja | Certyfikat         | Sprzedaż |
| --------------------------------------------------- | ------- | ------------------ | -------- |
| Polska (OLiS)                                       | 1       | 3x platynowa płyta | 60000+   |
| Węgry (Top 40 album-, DVD- és válogatáslemez-lista) | 1       | złota płyta        | 15000    |